# Наша Russia. Яйца судьбы
«Наша Russia: Яйца судьбы» — российский комедийный фильм 2010 года режиссёра Глеба Орлова, снятый по мотивам скетч-сериала «Наша Russia». Главные роли исполнили актёры, повторившие свои роли двух гастарбайтеров Равшана (Михаил Галустян) и Джамшута (Валерий Магдьяш) и их бригадира Леонида (Сергей Светлаков) из сериала, а Виктор Вержбицкий исполнил роль Виктора Марьяновича Рябушкина — главного антагониста фильма и олигарха.
По сюжету фильма Леонид получает от Виктора Марьяновича заказ на ремонт своей квартиры в элитном районе Москвы, который должны были сделать Равшан и Джамшут. Однако, ошибочно подумав, что их начальник попал в аварию, они сбегают из квартиры, разрушая её и забирая с собой золотые яйца Чингисхана — древний талисман, который даёт своему хозяину несметные богатства.
Премьера фильма в России состоялась 21 января 2010 года.

## Описание
Фильм является приквелом комедийного скетч-сериала «Наша Russia». Премьера фильма состоялась 21 января 2010 года.
Рабочими названиями фильма были «Наша Russia: Спасти нацайника» и «Наша Russia. Золотые яйца Чингисхана», а премьера изначально планировались 29 октября 2009 года и 24 декабря 2009 года.

## Сюжет
Фильм начинается с небольшого рассказа о Москве и москвичах, а точнее об их делении на богатых (олигархи) и бедных (доширархи). Но есть в Москве человек, в сравнении с которым все олигархи — сущие бедняки. Это Виктор Марьянович Рябушкин, самый богатейший человек и первый официальный «дохерарх». У него есть роскошная квартира, свой самолёт, рестораны в нескольких странах мира и прочие активы. В подчинении у него находится только один подручный по кличке «Бизон». Секрет богатства Виктора Марьяновича заключается в следующем: у него имеется древний талисман — золотые яйца Чингисхана, приносящие богатство тому, кто ими владеет. Достаточно их потереть, чтобы изменить цены на нефть или курс любой валюты. Все, кому когда-либо довелось узнать об этой тайне, в конце концов, уничтожались Бизоном по велению Виктора Марьяновича, который, как он считает, «жестоко наказывает людей», даже если ему хочется похвастаться по собственной глупости.
Расправившись с очередными нежелательными свидетелями его тайны, Виктор Марьянович нанимает прораба Леонида («Насяльника»), для того чтобы отремонтировать повреждённую при стрельбе стену. Леонид, у которого планируется свадьба, принимает заказ, взяв предоплату в 70 000 евро. В аэропорту он встречает прибывших в багаже своих рабочих, Равшана и Джамшута, после чего привозит их в квартиру Виктора Марьяновича. Оставив рабочих без присмотра, Леонид уезжает оплатить ресторан, забыв барсетку с деньгами. Тем временем Виктор Марьянович, мучимый тем, что у него нет в жизни счастья, наносит визит цыганке, которая узнаёт секрет его богатств и сообщает олигарху, что у яиц есть одна тайна. Она даёт ему подсказку в виде листа бумаги, где несколько раз написано слово «три». Недовольный Виктор Марьянович приказывает убить гадалку и уезжает.
Равшан и Джамшут ждут Леонида в квартире олигарха. Джамшут очень сильно хочет в туалет, а Равшан — прикоснуться к груди статуи Венеры Милосской. Помня, что прораб запретил им ходить по дорогому паркету, рабочие решают пойти в обход. В результате они громят всё, что им попадалось под руку. Джамшут успешно справляет нужду, а Равшан, достигнув статуи Венеры, прикасается к её груди, в результате чего срабатывает механизм и у скульптуры появляется мраморная рука с маленьким футляром, где хранились яйца Чингисхана. Это сильно пугает Равшана, и Джамшут отрубает Венере руку. Пытаясь привести всё в порядок, рабочие смотрят выпуск новостей по телевидению, где сообщают о страшном ДТП, участником которого стал водитель с такой же машиной, как у Леонида. Решив, что их начальник попал в беду, Равшан и Джамшут, взяв барсетку Леонида и футляр с яйцами, пытаются покинуть квартиру сначала при помощи входной двери, закрытой изнутри, потом с помощью душевой кабинки, приняв её за лифт. Наконец Равшан болгаркой пропиливает дырки на каждом этаже и вместе с другом спускается вниз.
Спустя некоторое время в квартиру возвращается Лёня за забытой барсеткой. Там сквозь дырки его обнаруживает консьерж и заявляет в милицию об ограблении. В результате прораба объявляют в розыск. В качестве подозреваемых милиция по ошибке арестовывает подкаблучника и гея-фрезеровщика из Челябинска Ивана Дулина, который приехал в Москву на гей-парад, бомжа Сифона, инспектора ГИБДД Николая Лаптева, учительницу Снежану Денисовну и подростка Славика. Равшан и Джамшут, гуляя по Москве, обнаруживают автомобиль на подиуме возле казино. Пытаясь попросить его у охранников, они отдают им все деньги начальника, чтобы выиграть машину в рулетку. Охранники говорят им, что они проиграли, сообщая, что у них выпало «шесть чёрное». Но Равшан, увидев табличку на чёрном спорткаре «BMW 6», решает, что это и есть выигрыш, после чего они угоняют машину. Охранники не успевают их догнать, а директор казино Арсен захватывает в плен Леонида, который спрашивал у него про двух гастарбайтеров (согласно правилу, начальник всегда должен отвечать за любые «косяки» работников).
На автомобиле Равшан и Джамшут едут вслед за первой попавшейся машиной скорой помощи, думая, что там их начальник. Однако там инкогнито едет Николай Басков на закрытую вечеринку олигарха Олега Робертовича. На месте вечеринки охрана, приняв наёмников за Познера и Цекало, пропускает их. Олег Робертович радушно принимает рабочих. Туда же приезжает Арсен, и, видя, на чью вечеринку он приехал, принимает решение оставить машину Олегу Робертовичу в подарок (охранники приняли его за Розенбаума), а начальника он выбрасывает на улице.
Леонид, спрашивая у охранников про Равшана и Джамшута, притворяется Ярмольником, пытается всеми силами попасть на вечеринку, но охрана не пропускает, заявив, что Ярмольник уже на месте, наносит удар электрошокером в живот и дубинкой по голове, после чего Леонид падает без сознания. Охрана засовывает его тело в карету скорой помощи, и машина уезжает в институт Склифосовского. Туда же отправляют Равшана и Джамшута, которые спрашивали про начальника. В этот момент Леониду звонит Лариса, но на телефон отвечает Равшан. Лариса, думая, что разговаривает с Лёней, слышит в трубку женский хохот и плачет.
Оказавшись в институте Склифосовского, Равшан и Джамшут пытаются найти начальника. Забежав в перевязочную, они находят скелет, на который надели одежду начальника врачи. Решив, что начальник скончался, рабочие скорбят, забирают из перевязочной скелет и хоронят на Новодевичьем кладбище (взяв в качестве надгробной плиты бюст Гоголя). Туда же через несколько минут устремляется пришедший в сознание Леонид. Он раскапывает свою «могилу» и звонит оттуда Ларисе, однако та заявляет, что бросает его.
В эту же секунду её берёт в заложники Виктор Марьянович, обнаруживший дома погром и пропажу яиц. Бизон держит Ларису на прицеле пистолета, пока Виктор Марьянович созванивается с Лёней и требует вернуть футляр, иначе он и Лариса погибнут. Леонид вылезает из могилы и, увидев Равшана и Джамшута, грозится их убить. Рабочие, решив, что перед ними «зомби», бросаются наутёк. Они устраивают «начальнику-зомби» ловушку, заперев его в кабинке общественного туалета, затем они угоняют мотоцикл байкера и привязывают к нему кабинку. Прокатив начальника по всей Москве, они пытают его током, натравливают на него кошку. В конце концов, они обливают его бензином, намереваясь сжечь, но у них нет спичек. Леонид предлагает зажигалку того байкера, но, освободившись, поджигает Джамшута и пытается сделать то же самое с Равшаном.
В момент погони Лёня бросает в Равшана свою барсетку. Упав, гастарбайтер подбросил пакет с футляром вверх, который расшибается о землю, раскрывая золотые яйца. Равшан узнаёт древний талисман и, не желая отдавать их начальнику, догадавшемуся, что ищет Виктор Марьянович, пытается прыгнуть в Москву-реку. Леонид удерживает его и требует отдать яйца. Но Равшан отказывается вновь и показывает третье яйцо, которое приносит счастье (именно на это намекала цыганка Виктору Марьяновичу). Также он рассказывает, что 15 лет назад яйца выкрал Виктор Марьянович, после чего жители Средней Азии, которые до этого жили счастливо и богато, начали жить плохо и бедно, став нелегальными рабочими. Но олигарх украл только два яйца, в то время как третье всё время висело на шее Равшана, поскольку он потомок Чингисхана, у которого столько же яиц, сколько у Равшана.
Выслушав историю и вытащив Равшана, Леонид принимает решение отдать яйца Виктору Марьяновичу, а затем спасти Ларису. Но его оглушает спасшийся Джамшут. Оставшийся без талисмана Леонид пытается всё объяснить Виктору Марьяновичу. Олигарх приказывает прострелить прорабу ногу, но в этот момент появляются Равшан и Джамшут вместе с огромной армией гастарбайтеров. Равшан, чтобы спасти начальника, отдаёт яйца Виктору Марьяновичу. Тот, вместо того, чтобы отпустить Лёню и его невесту, приказывает убить их. Но Бизон отказывается, заявляя, что для того чтобы быть счастливым, нужно любить. Он освобождает начальника и Ларису, возвращает талисман гастарбайтерам, а Виктора Марьяновича сбрасывает в отравленную Москву-реку, куда упал ботинок Равшана. Освободившиеся рабочие ликуют, а Леонид и Лариса снова вместе.
Фильм заканчивается появлением Сергея Юрьевича Белякова, который комментирует впечатления о фильме, а затем финальные титры. В сцене после титров показывают Олега Робертовича, который решает помиловать Баскова, несмотря на то, что он пел под фонограмму, и собирается подарить ему Большой театр.

## В ролях

### В главных ролях
- Сергей Светлаков — Леонид, «насяльника» / Иван Дулин / бомж Сифон / Славик / Снежана Денисовна / Николай Лаптев, инспектор ГИБДД / Сергей Юрьевич Беляков
- Михаил Галустян — Равшан / бомж Борода / Димон / Алёна
- Валерий Магдьяш — Джамшут
- Виктор Вержбицкий — Виктор Марьянович Рябушкин, главный антагонист фильма, олигарх
- Александр Семчев — «Бизон», подручный Виктора Марьяновича

### В эпизодах
- Янина Романова — Лариса, невеста Леонида
- Нелли Селезнёва-Неведина — консьержка
- Роман Мадянов — Олег Робертович Жеванков, олигарх, президент «Газнефтьалмазбанка»
- Николай Басков — камео
- Янина Колесниченко — цыганка
- Владимир Тишко — репортёр
- Роман Радов — Феликс
- Александр Ревенко — импресарио Николая Баскова
- Наталья Хорохорина — мать Ларисы
- Василий Кортуков — отец Ларисы
- Гарик Мартиросян — ведущий на концерте (камео)
- Владимир Зайцев — голос за кадром
- Елена Ивасишина — перевод с таджикского языка

## Кассовые сборы фильма
Среди снятых в России в 2010 году 69 кинофильмов «Наша Russia: Яйца судьбы» имел наивысшие кассовые сборы — 22,2 млн долларов.

## Критика
На территории Таджикистана запрещена реализация копий данного фильма. Максим Шевченко высказал своё мнение о фильме:
Могу сказать, что более расистского, ксенофобского, нацистского фильма я не видел. Это фильм, который оскорбляет человеческое достоинство, людей по национальному признаку, по признаку владения или не владения тем или иным языком. Я могу также усмотреть в этом фильме оскорбления по религиозному признаку, — людей, которые являются заведомо мусульманами, потому что эти гости таджики….